# مه جان
مه جان، روستایی لرنشین از توابع بخش سده شهرستان اقلید در استان فارس ایران است.

## جمعیت
این روستا در نزدیکی دهستان آسپاس و 140 کیلومتری شهرستان شیراز قرار دارد و براساس سرشماری مرکز آمار ایران در سال ۱۳۸۵، جمعیت آن ۵۱۳ نفر (۱۰۱خانوار) بوده‌است.